# Goth Angel Sinner
Goth Angel Sinner (estilizado como GOTH ANGEL SINNER y abreviado como GAS) es el duodécimo EP, el último en ser grabado, y el primero póstumo del cantante y rapero estadounidense Lil Peep, producido mayormente por Fish Narc. Lanzado el 31 de octubre de 2019 por AUTNMY con Columbia.

## Trasfondo
El EP fue producido mayormente por el productor estadounidense Fish Narc, y se grabó después de la primera gira de Peep, The Peep Show, en Londres, Inglaterra, donde él también grabó los álbumes de estudio Come Over When You're Sober, Pt. 1, Pt. 2, y el inédito Diamonds (con ILoveMakonnen). El proyecto inicialmente fue anunciado por Peep el 16 de octubre de 2017 en su cuenta de Twitter, con una carátula diferente a la de los servicios de música. Peep estaba mostrando las canciones del EP en su gira Come Over When You're Sober Tour, y en otras presentaciones.

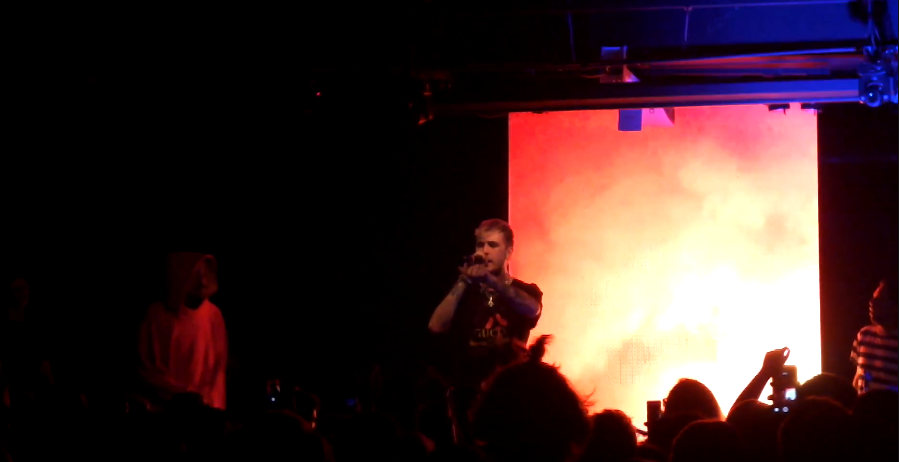
Lil Peep cantando «Moving On» en una presentación de Come Over When You're Sober Tour, en St. Paul, Minnesota.

Gustav Elijah Åhr (Lil Peep) falleció el 15 de noviembre de 2017 debido a una sobredosis accidental de fentanilo y xanax. Por ende el álbum tuvo que posponerse hasta octubre de 2018, donde se filtró, y el 31 de octubre de 2019 fue lanzado para los servicios de música. Los nombres de las canciones originales eran «Wake Me Up», «Ask Yourself», y «Needle» («Moving On», «Belgium», «When I Lie», respectivamente), adicionalmente, las canciones originales tenían la marca de agua de «GothBoiClique». Peep se quedó con el nombre del álbum en su cuenta de Twitter.

## Promoción
El día de la publicación del álbum, también se lanzó el video de «When I Lie», dirigido por Rayn y Peep. El video se grabó el 21 de septiembre de 2017, después de su presentación en el Festival Reeperbahn, Hamburgo, Alemania. Rayn mencionó vía YouTube:

Peep y yo grabamos «When I Lie» durante la gira Come Over When You're Sober Tour. Estabamos en Hamburgo, Alemania, preparandonos para una presentación. Fue un estímulo para el video del momento. Tan pronto como alguien del lugar nos llevó a la sala [de la pantalla] verde, Peep y yo nos miramos y dijimos que tenemos que grabar un video aquí. No tomó mucho decidir que canción grabar ya que había estado reproduciendo «When I Lie» en repetición en la mayoría del viaje hasta el lugar. Decidimos grabar un video de una toma ya que habíamos grabado «4 Gold Chains» en una toma en Londres y nos encantó la forma en que resultó.

El video de «Belgium» fue lanzado el 12 de noviembre de 2019, y fue dirigido por Mezzy. En el video, Peep va rumbo a Bélgica en avión el 4 de abril de 2017. El director mencionó vía YouTube:

«Belgium» es una canción muy especial para mí. Las vidas de los artistas son caóticas y con presión por todos lados, pero ese día en Gante, Bélgica, fue una de las únicas veces en las que puedo decir que realmente conocí a Gus.
En el vuelo lo entrevisté y él hablo de cómo la arquitectura gótica del pueblo le fue muy calmante. Más tarde, de camino a la pureba de sonido, pasabamos por este increíble castillo, y ambos fuímos impresionados inmediatamente por él. Queríamos caminar por dentro, pero estaba cerrado.
Le sugerí que volviéramos al día siguiente, así que nos levantamos temprano para ir a verlo, pero una vez más, estaba cerrado. Así que vagamos por la ciudad y fumamos junto al castillo hasta que todos los demás se unieron a nosotros en McDonalds. Realmente en ese tiempo simplemente hablamos y conectamos. Alimentamos patos con un anciano que parecía ignorarnos, probablemente por la mirada de Gus. Gus me dijo que estaba acostumbrado a ese trato, pero a los «patos no les importa», eso fue impactante para mí.
La próxima vez que lo vi fue en la última parada de su gira en LA. Conoció a mi novia Syd. Se acercó a nosotros con esa gran sonrisa que vez en el siguiente deslice. Inmediatamente me dijo: «a los patos no les importa», y se rio. Le presenté a Syd, y dijo: «Los conozco, ustedes han estado juntos desde siempre, ¿verdad?», y ella se rio.
Nunca pude preguntarle por qué nombró la canción después de Bélgica, pero pensarlo sentado ahora, no creó que tenga porque fue muy especial para mí y claramente especial para él–y eso es todo lo que importa.

Las tres canciones del álbum fueron lanzadas como sencillos, y para el álbum recopilatorio Everybody's Everything.

## Composición general
- «Moving On» está escrita en do, con un bpm de 132.[15]
- «Belgium» está escrita en mi menor, con un bpm de 140.[16]
- «When I Lie» está escrita en do♯, con un bpm de 151.[17]

## Lista de canciones
| GOTH ANGEL SINNER |              |                                        |           |          |  |
| N.º               | Título       | Escritor(es)                           | Productor | Duración |  |
| 1.                | «Moving On»  | Gustav Åhr, Benjamin Friars-Funkhauser | Fish Narc | 3:24     |  |
| 2.                | «Belgium»    | Åhr, Friars-Funkhauser                 | Fish Narc | 4:00     |  |
| 3.                | «When I Lie» | Åhr, Friars-Funkhauser                 | Fish Narc | 3:57     |  |
| 11:21             |              |                                        |           |          |  |

## Créditos
Créditos adaptados de las líneas del álbum y de los videos.
- Lil Peep: escritor, vocalista, artista principal
- Fish Narc:[a] escritor, productor
- BetterOffDead: ingeniero de grabación
- Joe LaPorta: ingeniero de masterización
- Elias Alvarado: ingeniero
- Lil Tracy: marca de agua (sin acreditar)

### Video de «When I Lie»
- Rayn: dirección, edición, grabación
- Lil Peep: dirección

### Video de «Belgium»
- Mezzy: dirección, edición, grabación
- Rayn: grabación
- Joey Breese: grabación
- Wiggy: grabación

## Remixde «When I Lie» con Ty Dolla $ign
Antes del lanzamiento oficial, el 26 de abril de 2019 se lanzó un remix póstumo para la canción «When I Lie», con Ty Dolla $ign, producido por el productor original Fish Narc, y The Invisible Men; como IIVI, para la banda sonora de la serie de televisión de drama y fantasía medieval Game of Thrones, For the Throne: Music Inspired by the HBO Series Game of Thrones, cambiando mucho la estructura de la canción.
Fish Narc mencionó vía Instagram:

Hoy puedo brindarles información sólida sobre GAS. Un remix de «Needle» con @tydollasign está saliendo en una compilación de Game of Thrones. A Gus le encantó este programa y también quería trabajar con Ty. Dicho esto, sé que prometí las [versiones] originales y puedo asegurarles que SALDRÁN PRONTO. @kathrynhollowoak y yo hemos hablado mucho sobre esto y acordamos que sería una forma emocionante de volver a presentar esta música al mundo y como un preludio de lo que vendrá :) amor a todos mis seguidores, a Liza y sin fin a Gus.

La madre de Gustav, Liza Womack, mencionó vía Instagram:

Gracias a @tydollasign por poner su voz y letra en el remix de esta hermosa canción. Gus esperaba poder trabajar contigo algún día. Gus llegó tarde a Game of Thrones. Pero se convirtió rápidamente [en fan] en verano de 2016. Estoy segura de que estaría orgulloso de esto. Además, es un hermoso preludio al lanzamiento de las versiones originales de GAS.

«When I Lie (Remix)» está escrita en do♯ menor, con un bpm de 151. IVII también realizó remixes de las demás canciones de Goth Angel Sinner pero nunca se lanzaron a los servicios de música.

### Créditos
Créditos adaptados de las líneas de la canción.
- Lil Peep: escritor, vocalista, artista principal
- Ty Dolla $ign: escritor, vocalista, artista secundario
- Fish Narc:[a] batería, guitarra, teclados, programador, escritor, productor
- Dylan Cooper: guitarra, teclados
- IIVI: escritor, productor
- Jason Pebworth (IIVI): teclados
- Jon Shave (IIVI): teclados
- George Astasio (IIVI): guitarra
- Fabian Marasciullo: ingeniero de mezcla
- Nia "Ivy" Mills: ingeniero asistente
- Eric Lagg: ingeniero de masterización
- Ricky Reed: productor ejecutivo
- D. B. Weiss: productor ejecutivo
- David Benioff: productor ejecutivo